# Tsvitkove
Tsvitkove (en (ucraïnès) Цвіткове, en rus: Цветково) és un poble de la República Autònoma de Crimea a Ucraïna, que el 2014 tenia 209 habitants. Pertany al districte de Krasnogvardiiske.